# 火腿许水蚤
火腿许水蚤（学名：Schmackeria poplesia）为伪镖水蚤科许水蚤属的动物，是中国的特有物种。分布于广东、福建、浙江、上海、山东、河北等地，常见于淡水、沿海半咸水或海水中。